# Edran
Edran Cars ist ein belgischer Hersteller von Automobilen.

## Unternehmensgeschichte
Das Unternehmen aus Leopoldsburg begann 1984 mit der Produktion von Automobilen. Der Markenname lautet Edran.

## Fahrzeuge

### Anfänge
Das erste Modell war ein Nachbau des Porsche RSK 718 Spyder. Zur Wahl standen ein verkürztes Fahrgestell vom VW Käfer für die einfachere Variante sowie ein selber entwickelter Gitterrohrrahmen für die aufwändigere Version. Für den Antrieb sorgten Motoren, die zwischen 60 und 135 PS leisteten. 1988 folgte ein Strandwagen auf VW-Käfer-Basis.

### Spyder Mk I
Der Spyder Mk I wurde 1994 als erstes eigenständiges Modell auf dem Brüsseler Automobilsalon vorgestellt. Dabei handelt es sich um einen zweisitzigen Sportwagen mit Targadach. Für den Antrieb sorgt ein Vierzylindermotor mit 1988 cm³ Hubraum und 150 bis 180 PS Leistung, der als Mittelmotor montiert ist.

### Enigma
Der 2006 vorgestellte Enigma ist ein Coupé mit Flügeltüren. Ein V8-Motor mit 7200 cm³ Hubraum und 800 PS Leistung kommt zum Einsatz.